# Cytochrome P450 réductase
La cytochrome P450 réductase (POR) est une oxydoréductase qui catalyse la réaction :
NADPH + H+ + n hémoprotéine oxydée  {\displaystyle \rightleftharpoons }  NADP+ + n hémoprotéine réduite.
Il s'agit d'une enzyme liée à la membrane du réticulum endoplasmique des cellules eucaryotes qui joue un rôle essentiel dans le flux d'électrons depuis le NADPH vers O2 à travers les systèmes à cytochrome P450. Les électrons circulent à travers les différents cofacteurs dans l'ordre NADPH → FAD → FMN → P450 → O2.
La structure tridimensionnelle cristallisée de la cytochrome P450 réductase humaine a été élucidée. La protéine est constituée de quatre domaines structurels : le domaine de liaison au FMN, le domaine de connexion, le domaine de liaison au FAD et le domaine de liaison au NADPH. La structure du domaine de liaison au FMN est semblable à celle des flavodoxines, qui contiennent également du FMN, tandis que les domaines de liaison au FAD et au NADPH sont semblables à ceux de la ferrédoxine-NADP+ réductase, une flavoprotéine intervenant dans la photosynthèse. Le domaine de connexion est situé entre le domaine de liaison au FMN et les domaines de liaison au FAD et au NADPH.